# Ácido tetradecanoico
O ácido tetradecanóico também chamado ácido mirístico, é um ácido gordo saturado com fórmula molecular CH3(CH2)12COOH. Um miristato é um sal ou éster do ácido mirístico.
A sua designação tem origem no nome da moscadeira, de onde se obtém a noz-moscada, (Myristica fragrans). A manteiga de noz-moscada é 75% trimiristina, o triglicérido do ácido mirístico. Além da noz-moscada, o ácido mirístico pode ser encontrado no óleo de palma, manteiga e no espermacete do cachalote.